# Hans Norberg (friidrottare)
Hans Erik Norberg, född 11 december 1932 i Västerås, död 17 oktober 2023 i Enköping, var en svensk hinderlöpare. Han delade det svenska rekordet på 3 000 meter hinder åren 1959 till 1960 med Gunnar Tjörnebo. Han blev 1959 Stor Grabb nummer 202.